# Pelecopselaphus blandus
Pelecopselaphus blandus es una especie de escarabajo barrenador metálico del género Pelecopselaphus, de la superfamilia Buprestoidea, orden Coleoptera. Fue descrita por Fabricius en 1781.
Fue publicada en Fabricius J. C. Species insectorum, exhibentes eorum differentias specificas, synonyma auctorum, loca natalia, metamorphosin, adiectis observationibus, descriptionibus. Volume 1, 552 pp., Volume 2, 517 pp., Hamburgi et Kilionii, Carol- Ernst Bohnii. (1781). Se distribuye por la ecozona del Neotrópico.